# Hillersleben
Hillersleben là một đô thị ở huyện Börde thuộc bang Sachsen-Anhalt, nước Đức. Đô thị Hillersleben có diện tích 15,25 km², dân số thời điểm ngày 31 tháng 12 năm 2006 là 844 người.